# Мухамед ибн Рашид ел Мактум
Мухамед ибн Рашид ел Мактум (арап. محمد بن راشد المكتوم; Дубаи, 22. јул 1949), познатији као Шеик Мухамед, премијер је и потпредседник Уједињених Арапских Емирата и владар Дубаија.

## Хуманитарне донације
Мухамед ибн Рашид ел Мактум постао је препознатљив по својим добротворним донацијама. Он је 17. маја 2007. најавио донацију у вредности од 10.000.000.000 америчких долара у циљу развоја образовног система на Блиском истоку. На Светском економском форуму 2007. у Јордану, најављено је донирање у развој образовања и подизања стандарда на виши ниво, програм за младе и стимулисање отварања нових радних места, како би се створила равнотежа између развијених и неразвијених регија. Уколико буде уложена најављена свота новца, то ће представљати једну од највећу добротворних донација у историји.

## Богатство
Током 2008. процењена вредност богатства Шејка Мухамеда износила је 18.000.000.000 америчких долара, што га ставља на пето место најбогатијих владара света.
У поседу Шејка налази се и јахта „Дубаи“ дужине 163 m, што је најдуже пловило те врсте на свету.